# 托马什·佐霍尔纳
托马什·佐霍尔纳（捷克語：Tomáš Zohorna，1988年1月3日—），捷克男子冰球运动员。他曾代表捷克国家队参加2018年和2022年冬季奥林匹克运动会冰球比赛，分别获得第四名和第九名。